# 이알로베니구
이알로베니구(루마니아어: Ialoveni)는 몰도바 중부에 위치한 구로 행정 중심지는 이알로베니이며 면적은 783km2, 인구는 99,100명(2011년 기준)이다. 북쪽으로는 스트러셰니 구와 키시너우, 동쪽으로는 아네니노이 구, 남쪽으로는 커우셰니 구와 치미슐리아 구, 서쪽으로는 흔체슈티 구와 접한다.